# Reino de Macúria
Macúria (em núbio antigo: ⲇⲱⲧⲁⲩⲟ; romaniz.: Dotawo; em grego: Μακουρια, Makouria; em árabe: مقرة, al-Muqurra) foi o reino núbio localizado no norte do Sudão e sul do Egito. Originalmente cobriu a área junto ao rio Nilo da terceira catarata em algum lugar ao sul Abu Hamade, bem como partes do norte do Cordofão. Sua capital foi Dongola (em núbio antigo: Tungul) e às vezes o reino é conhecido pelo nome de sua sede. Quiçá surgiu no século III, em substituição do Reino de Cuxe centrado em Meroé. Napata, um dos centros do extinto Cuxe, serviu como importante centro político da elite macúria no início de sua existência. Já no século V, sua capital foi transferida para Dongola.
Pelo fim do século VI, se converteu ao cristianismo, mas no século VII, o Egito foi conquistado pelos exércitos islâmicos. Em 651, um exército árabe invadiu Macúria, mas foi repelido e um tratado, conhecido como Bacte, foi assinado criando uma paz relativa que durou até o século XIII. Macúria se expandiu ao anexar seu vizinho setentrional Nobácia, processo iniciado em algum momento após a conquista sassânida do Egito e concluído no reinado do rei Mercúrio. Também manteve estreitos laços dinásticos com Alódia ao sul.
Entre os séculos IX e XI, vivenciou o zênite de seu desenvolvimento cultural: novos edifícios monumentais foram erguidos, a arte de pinturas murais e cerâmica ricamente manufaturada e decorada floresceu e o núbio se tornou língua escrita prevalente. Contudo, crescentes agressões vindas do Egito, disputas intestinas, incursões beduínas e possivelmente a praga e a mudança de rotas comerciais causo o declínio do Estado nos séculos XIII e XIV. Devido a guerra civil de 1365, o reino perdeu muito de seus territórios do sul, inclusive Dongola. Já não existia mais nos anos 1560, quando o Império Otomano ocupou a Baixa Núbia. Ela foi subsequentemente islamizada, enquanto os núbios vivendo montante do Adaba e no Cordofão foram arabizados.

## Fontes

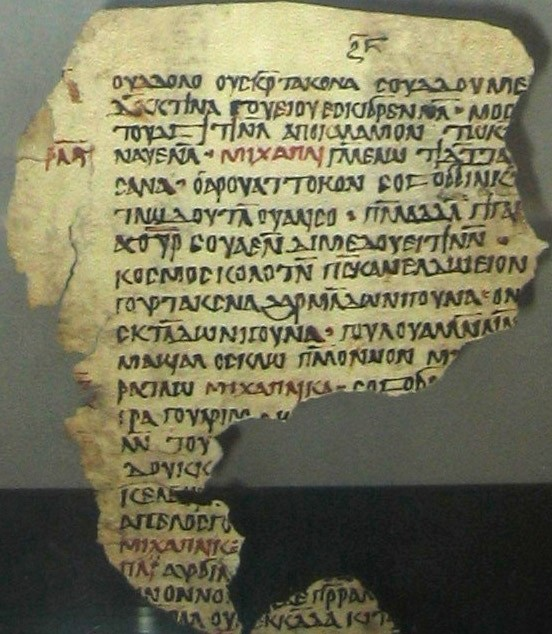
Tradução em núbio antigo do Livro das Instituições de Miguel Arcanjo (século IX-X), achada em Forte Ibrim. Museu Britânico

## História

### Período inicial (século V-VIII)

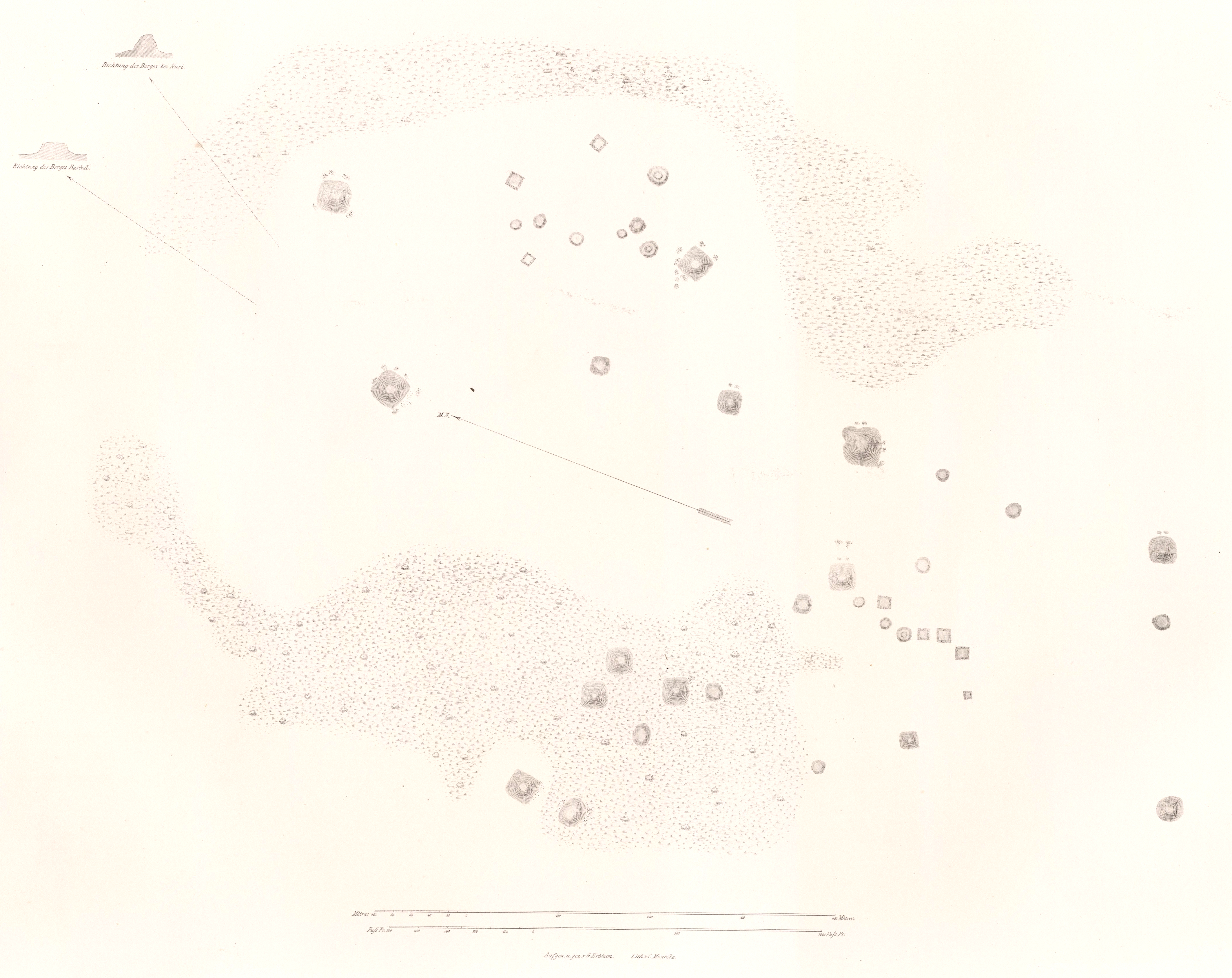
Plano do século XIX dos túmulos de Tancaci (fim do século III - primeira metade do VI). Desde então, muitos túmulos novos foram achados, mas muitos não foram escavados

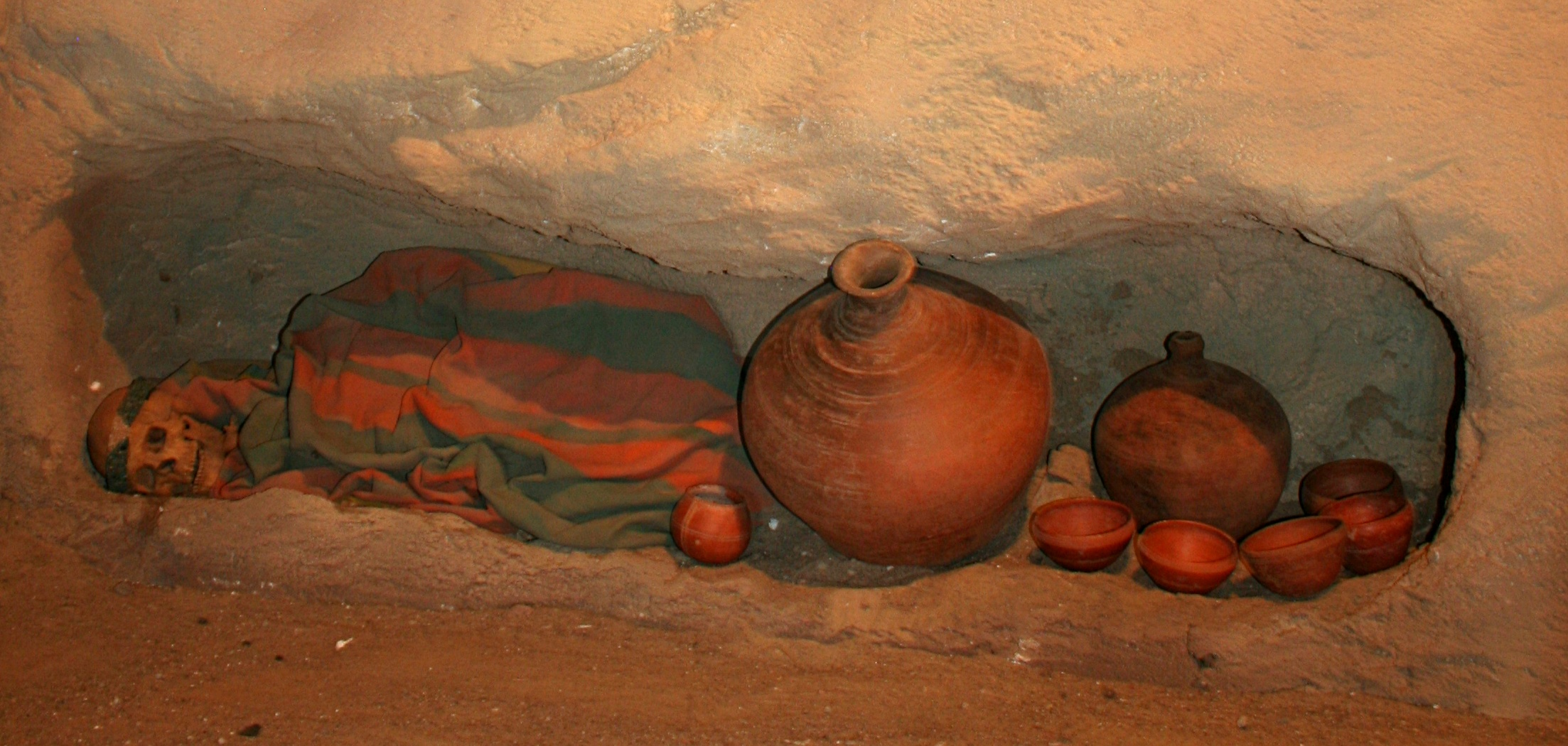
Enterramento num túmulo no campo de Cassinger Bari (segunda metade do século IV - começo do VI)

No começo do século IV, se não antes, o Reino de Cuxe com sua capital Meroé colapsou. Foi proposto que Macúria, que se constituiu no vale do Nilo entre a terceira catarata e a grande curva da quarta/quinta catarata, já sucedeu Cuxe ali no século III. Aqui, uma cultura homogênea e relativamente isolada chamada "pré-Macúria" se desenvolveu. Nos séculos IV e V, a região de Napata, situada perto da quarta catarata e que anteriormente era um dos locais mais importantes política e religiosamente em Cuxe, serviu de centro de uma nova elite regional, que era sepultada em grandes túmulos como os de Zuma e Tancaci.  Houve um significativo aumento populacional, acompanhado por transformações sociais, resultado na absorção dos cuxitas pelos núbios, um povo que, originário do Cordofão, se assentou no vale do Nilo no século IV. Assim, uma nova sociedade e Estado macúrios emergiram no século V. No final do V um dos primeiros reis macúrios transferiu a sede do reino ainda em desenvolvimento de Napata para outra localidade rio abaixo, onde a fortaleza de Dongola, a nova sede da corte real, foi fundada e que logo se transformou num vasto distrito urbano. Muitas outras fortalezas foram erigidas junto às margens do Nilo, talvez não para servir propósitos militares, mas para promover a urbanização.
Já à época da fundação de Dongola, contatos foram nutridos com o Império Bizantino. Nos anos 530, o imperador Justiniano (r. 527–565) encabeçou uma política de expansão. Os núbios eram parte do plano para ter aliados contra o Império Sassânida da Pérsia ao convertê-los à religião cristã. A corte imperial estava dividida em dois grupo, que acreditavam em duas naturezas diferentes de Cristo: Justiniano pertencia aos calcedônios, a denominação oficial do império, enquanto sua esposa Teodora aos miafisistas, que eram fortes no Egito. João do Éfeso descreveu duas missões rivais despachadas à Núbia e a miafisista chegou antes e converteu o Reino de Nobácia, ao norte, em 543. O rei nobácio não permitiu que a missão de Justiniano viajasse mais ao sul, mas o registro arqueológico sugere que Macúria se converteu ainda na primeira metade do século VI. O cronista João de Biclaro registrou que em cerca de 568, Macúria tinha "recebido a fé de Cristo". Em 573, uma delegação macúria chegou em Constantinopla, oferecendo marfim e uma girafa e declarando suas boas relações com os bizantinos. Diferente de Nobácia ao norte (com a qual Macúria pareceu ter tido inimizade) e o Alódia no sul, Macúria abraçou a fé calcedônia. A arquitetura eclesiástica precoce em Dongola confirma a íntima relação mantida com o império, com o comércio florescendo.
Em algum ponto no século VII, Macúria absorveu a Nobácia. Embora existam várias teorias contraditórias,[a] parece provável que isso tenha ocorrido logo após a ocupação sassânida do Egito, presumivelmente durante a década de 620, mas antes de 642. Antes da invasão sassânida, Nobácia costumava ter fortes laços com o Egito e, assim, foi duramente atingido por sua queda. Talvez também tenha sido invadida pelos próprios sassânidas: algumas igrejas locais daquele período mostram traços de destruição e subsequente reconstrução. Assim enfraquecida, Nobácia caiu perante Macúria, estendendo Macúria até Filas perto da primeira catarata. Um novo bispado foi fundado em Faras cerca de 630[b] e catedrais foram estilizadas em Faras e Forte Ibrim em homenagem à Basílica de Dongola. Não se sabe o que aconteceu com a família real nobácia depois da unificação, mas está registrado que Nobácia permaneceu uma entidade separada dentro do reino unificado governado por um eparca.
Entre 639 e 641, árabes muçulmanos invadiram o Egito bizantino. Um pedido bizantino de ajuda ficou sem resposta dos núbios devido a conflitos com os bejas. Em 641/642, os árabes enviaram a primeira invasão à Macúria. Apesar de não ser claro até que ponto o sul penetrou,[c] acabou sendo derrotado. Uma segunda invasão liderada por Abedalá Abi Sar ocorreu em 651/652, quando os atacantes chegaram até Dongola, que foi sitiada e bombardeada por catapultas. Ainda que danificaram partes da cidade, não podiam penetrar nas muralhas da cidadela. Fontes muçulmanas destacam a habilidade dos arqueiros núbios em repelir a invasão.
Com ambos os lados sendo incapazes de decidir a batalha a seu favor, Abu Sar e o rei Calidurute posteriormente se reuniram e elaboraram o tratado chamado Bacte. De início, era um cessar-fogo que também continha a troca anual de bens (escravos macúrios pelo trigo egípcio, têxteis, etc.), uma troca típica dos Estados do nordeste da África e talvez uma continuação dos termos já existentes entre os núbios e bizantinos. Provavelmente, em tempos omíadas, o tratado foi ampliado, regulando a segurança dos núbios no Egito e dos muçulmanos em Macúria. Enquanto alguns estudiosos modernos vêem o Bacte como submissão de Macúria aos muçulmanos, é claro que não era: os bens trocados eram de igual valor e Macúria era reconhecido como um Estado independente, sendo um dos poucos a derrotar os árabes na primeira expansão islâmica. O Bacte permaneceria em uso por mais de seis séculos, não obstante às vezes interrompido devido a invasões mútuas.

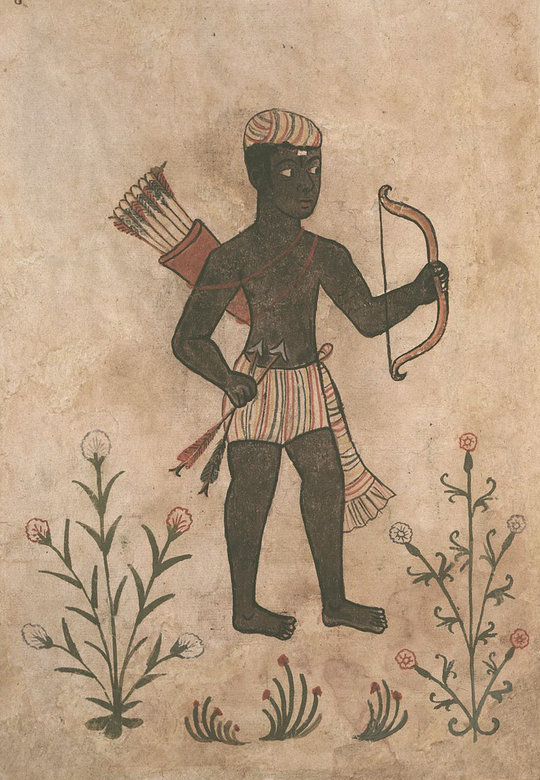
Arqueiro núbio segundo manuscrito português do século XVI

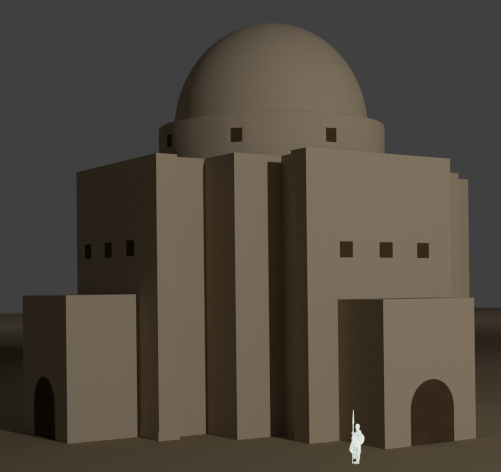
Versão em 3D da Igreja de Dongola. Foi a maior no reino (c. 28 x 37,3 x 34,8 m.) e serviu de inspiração para muitas igrejas núbias e etíopes, como aquelas de Lalibela

O século VIII foi um período de consolidação. Sob Mercúrio, que viveu no final do século VII e início do VIII e a quem o relato copta de João, o Diácono se refere como “novo Constantino”, o Estado parece ter sido reorganizado e o cristianismo miafisista se tornou o credo oficial. Ele provavelmente também fundou o monumental mosteiro de Gazali (cerca de 5 000 metros quadrados) em Uádi Abu Dom.  Zacarias, filho e sucessor de Mercúrio, renunciou à sua reivindicação ao trono e entrou num mosteiro, mas manteve seu direito de proclamar um sucessor. Houve três reis diferentes e vários ataques muçulmanos até antes de 747, quando o trono foi tomado por Ciríaco. Naquele ano, afirma João, o Diácono, o governador omíada do Egito aprisionou o patriarca copta, resultando numa invasão por Macúria e cerco de Fostate, a capital egípcia, após o qual o patriarca foi libertado. O episódio foi referido como "propaganda egípcia cristã", embora ainda seja provável que o Alto Egito estivesse sujeito a campanha macúria, talvez raide. A influência núbia no Alto Egito permaneceria forte. Três anos depois, em 750, os filhos de Maruane II, o último califa omíada, fugiram à Núbia e pediram asilo a Ciríaco, mas sem sucesso. Em cerca de 760, Macúria quiçá foi visitado pelo viajante chinês Du Huan do Império Tangue.

### Zênite (século IX-XI)
O reino estava no auge entre os séculos IX e XI. Durante o reinado de João no início do século IX, as relações com o Egito foram cortadas e o Bacte deixou de ser pago. Com a morte de João, em 835, um emissário abássida chegou, exigindo o pagamento macúrio dos 14 pagamentos anuais que faltavam sob ameaça de guerra se as exigências não fossem atendidas. Assim, confrontado com a demanda de mais de 5 000 escravos, o novo rei Zacarias III "Augusto" teve seu filho Jorge I coroado, possivelmente para elevar seu prestígio, e enviou-o ao califa em Baguedade para negociar.[d] Sua viagem causou muita atenção. O patriarca siríaco do século XII Miguel descreveu Jorge e seu séquito em alguns detalhes, escrevendo que montava um camelo, empunhava um cetro e uma cruz de ouro nas mãos e que um guarda-chuva vermelho foi carregado sobre sua cabeça, bem como que estava acompanhado por um bispo, cavaleiros e escravos, e à esquerda e à direita havia jovens segurando cruzes. Poucos meses depois de chegar, Jorge, que era descrito como educado e bem-educado, conseguiu convencer o califa a perdoar as dívidas núbias e reduzir os pagamentos do Bacte a uma cadência de três anos. Em 836 ou início de 837, retornou à Núbia. Após retornar, nova igreja foi feita em Dongola, a Igreja Cruciforme, que tinha uma altura aproximada de 28 metros e se tornou o maior edifício de todo o reino. Um novo palácio, o chamado Salão do Trono de Dongola, também foi construído,  mostrando fortes influências bizantinas.
Em 831, uma campanha punitiva do califa abássida Almotácime derrotou os bejas a leste da Núbia. Como resultado, tiveram que se submeter ao califa, expandindo assim a autoridade nominal muçulmana sobre grande parte do Deserto Oriental do Sudão. Em 834, Almotácime ordenou que os beduínos árabes egípcios, que estavam declinando como força militar desde a ascensão dos abássidas, não recebessem mais pagamentos. Descontentes e despossuídos, foram ao sul. A estrada à Núbia foi, porém, bloqueada por Macúria: enquanto existiam comunidades de colonos árabes na Baixa Núbia, a grande massa dos nômades árabes foi forçada a estabelecer-se entre os bejas, estimulada também pela motivação de explorar o ouro das minas locais. Em meados do século IX, o aventureiro árabe Alumari contratou um exército particular e estabeleceu-se numa mina perto de Abu Hamade, no leste de Macúria. Após confronto entre as partes, Alumari ocupou territórios macúrios ao longo do Nilo. O rei Jorge I enviou uma força de elite comandada por seu genro, Niuti, mas não conseguiu derrotar os árabes e se rebelou contra a coroa. Jorge enviou seu filho mais velho, presumivelmente o posterior Jorge II, mas foi abandonado por seu exército e foi forçado a fugir para Alódia. O rei então enviou outro filho, Zacarias, que trabalhou junto com Alumari para matar Niuti antes de derrotar Alumari e empurrá-lo ao deserto. Posteriormente Alumari tentou estabelecer-se na Baixa Núbia, mas foi expulso antes de ser morto no reinado do emir Amade ibne Tulune (r. 868–884) do Reino Tulúnida.

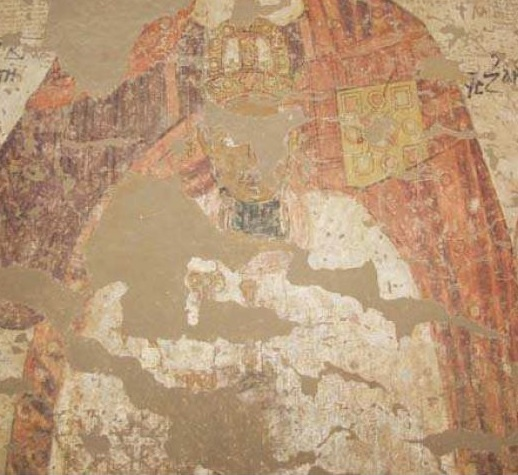
Mural de Sonqui Tino exibindo

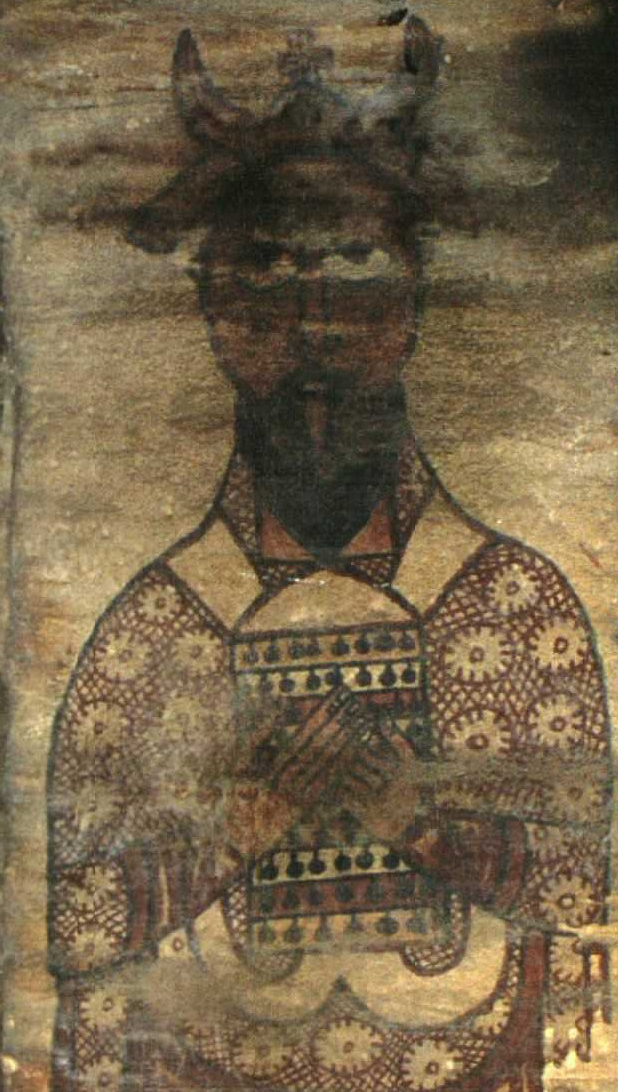
Dignitário do século XIII segundo mural na igreja etíope do norte de Corcor Mariam. A influência núbia é sugerida pelo elmo com chifres que lembra o dos eparcas nobácios, mas também pelo estilo da pintura, executado num estilo núbio comum durante os séculos X-XII.

No tempo do Reino Iquíxida (935–969), as relações entre Macúria e Egito pioraram: em 951, um exército macúrio marchou ao Oásis de Carga, no Egito, matando e escravizando muitas pessoas. Cinco anos depois, os macúrios atacaram Assuã, mas foram perseguidos ao sul de Forte Ibrim. Novo ataque macúrio em Assuã se seguiu, o que foi respondido por outra retaliação egípcia, desta vez tomando Forte Ibrim. Isso não impediu a agressão macúria e, em 962-964, novamente atacaram, indo ao norte até Acmim. Partes do Alto Egito aparentemente ficaram sob ocupação por anos. O Egito iquíxida caiu em 969, quando foi conquistado pelo Califado Fatímida (909–1171). Imediatamente depois, os fatímidas enviaram o emissário ibne Selim de Assuã ao rei macúrio Jorge III. Jorge aceitou o primeiro pedido do emissário, a retomada do Bacte, mas recusou o segundo, a conversão ao Islã, depois de uma longa discussão com seus bispos e homens instruídos e, em vez disso, convidou o governante fatímida a abraçar o cristianismo. Depois disso, deixou ibne Selim celebrar a Festa do Sacrifício fora de Dongola com tambores e trombetas, embora não sem o descontentamento de alguns de seus súditos. As relações entre Macúria e o Egito devem ter permanecido pacíficas, pois os fatímidas precisavam dos núbios como aliados contra seus inimigos sunitas.
Macúria estava, pelo menos temporariamente, exercendo influência sobre as populações de língua núbia do Cordofão, a região entre o vale do Nilo e Darfur, como sugerido pelo relato do viajante do século X ibne Haucal, bem como tradições orais. Com Alódia, com o qual compartilhava sua fronteira em algum lugar entre Abu Hamade e a confluência Nilo-Atbara, parecia ter mantido união dinástica, de acordo com relatos dos geógrafos árabes do século X e fontes núbios do XII. Evidências arqueológicas apontam crescente influência na arte e arquitetura alódias do século VIII. No interim, evidências de contato com a Etiópia cristã são parcas.  Um caso excepcional foi a mediação de Jorge III entre o patriarca Filoteu de Alexandria e algum monarca etíope, talvez o falecido negus axumita Ambessa Uedém ou seu sucessor Dilnaode. Os monges etíopes viajaram pela Núbia para ir a Jerusalém, com um grafite da Igreja de Sonqui Tino testemunhando sua visita pelo abuna etíope. Tais viajantes também transmitiram o conhecimento da arquitetura núbia, que influenciou várias igrejas medievais da Etiópia.
Durante a segunda metade do século XI, Macúria viu grandes reformas culturais e religiosas, referidas como "nubização". O principal iniciador parece ter sido Jorge, arcebispo de Dongola e, portanto, chefe da Igreja. Ele parece ter popularizado a língua núbia como linguagem escrita para combater a crescente influência do árabe na Igreja copta e introduziu culto de governantes e bispos mortos, bem como de santos núbios aborígenes. Uma nova e única igreja foi construída em Banganarti, provavelmente se tornando uma das mais importantes de todo o reino. No mesmo período, Macúria começou a adotar um novo traje real e regalias e talvez também a terminologia núbia em administração e títulos, quiçá proveniente de Alódia.

### Declínio (século XII-1365)
Em 1171, Saladino (r. 1171–1193) fundou o Império Aiúbida no Egito, indicando novos conflitos com a Núbia. No ano seguinte, o exército macúrio saqueou Assuã e avançou ainda mais ao norte. Não é claro se esta campanha foi planejada para ajudar os fatímidas ou se foi apenas uma incursão explorando a situação instável no Egito, embora a última pareça mais provável, pois os macúrios aparentemente logo se retiraram. Para lidar com eles, Saladino enviou seu irmão Turã Xá. Este último conquistou Forte Ibrim em janeiro de 1173, talvez saqueando-o, levando muitos prisioneiros, pilhando a igreja e convertendo-a em mesquita.  Depois, enviou um emissário ao rei macúrio Moisés Jorge, com a intenção de responder a um tratado de paz previamente solicitado com um par de flechas. Provavelmente governando tanto Macúria quanto Alódia, Moisés George era um homem confiante na sua capacidade de resistir aos egípcios, batendo com ferro quente na mão do emissário. Turã Xá partiu da Núbia, deixando tropas curdas em Forte Ibrim, que atacariam a Baixa Núbia nos dois anos seguintes. Evidências arqueológicas as ligam à destruição da catedral de Faras, Abedalá Nirqui e Debeira Ocidental. Em 1175, o exército núbio por fim confrontou-as em Adindã. Antes da batalha, no entanto, o comandante curdo afogou-se quando transpunha o Nilo, resultando na retirada das tropas de Saladino da Núbia. Depois houve paz por mais 100 anos.

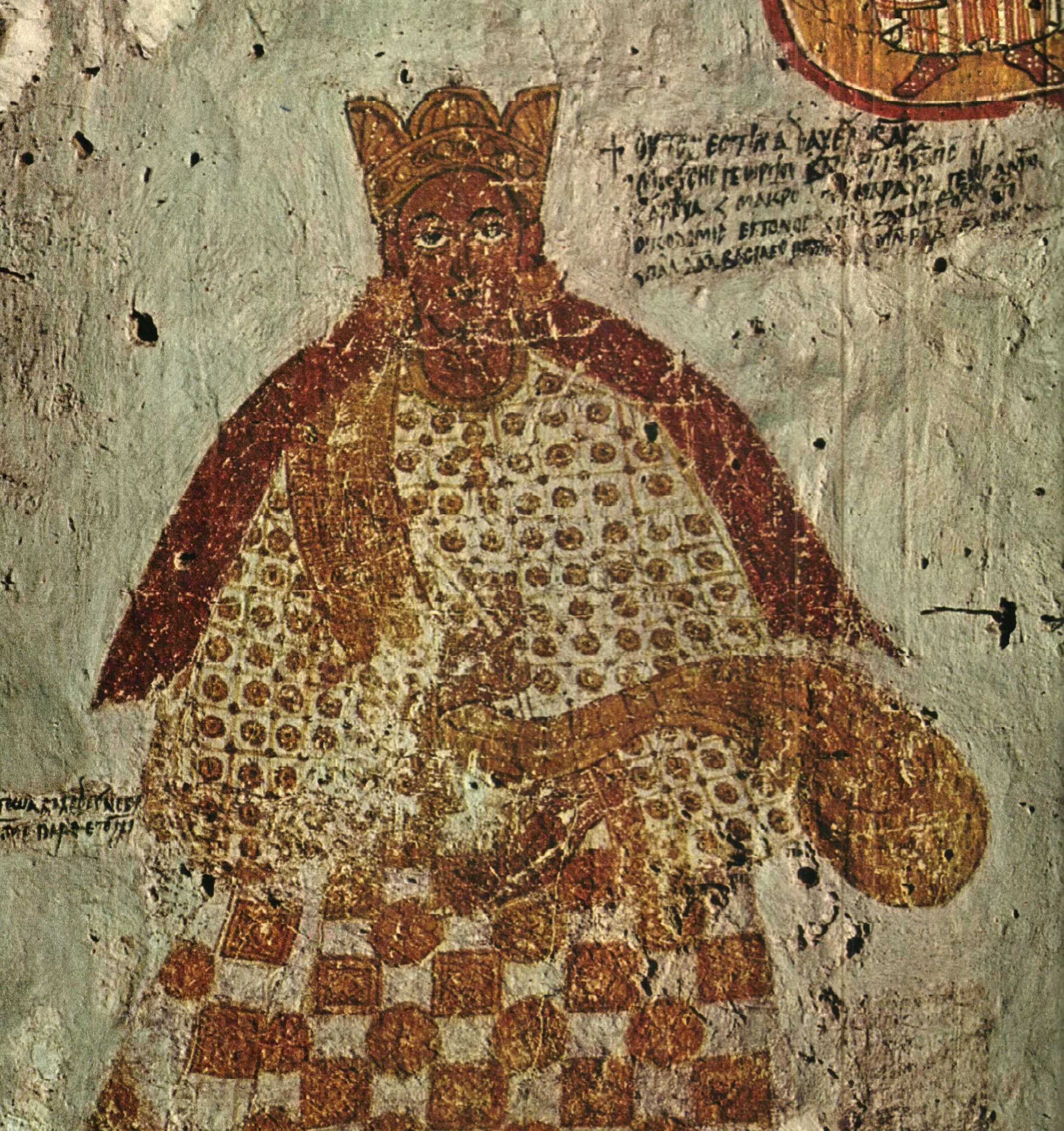
Mural de Faras, representando Moisés Jorge r., que provavelmente governou Macúria e Alódia e confrontou Saladino no início dos anos 1170

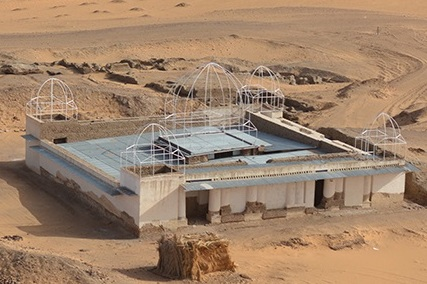
Igreja de Banganarti

Não há registros de viajantes em Macúria de 1172 a 1268, e os eventos do período têm sido um mistério, embora as descobertas modernas tenham lançado alguma luz sobre esta época. Durante o período, Macúria parece ter entrado em um declínio acentuado. A melhor fonte disso é ibne Caldune, escrevendo no século XIV, que culpou as invasões beduínas como as que os mamelucos estavam lidando. Outros fatores para o declínio da Núbia podem ter sido a mudança das rotas comerciais africanas e um período seco severo entre 1150 e 1500.
A situação mudaria com o surgimento dos mamelucos e do sultão Baibars em 1260. Em 1265, o exército mameluco supostamente invadiu Macúria até o sul de Dongola enquanto também se expandia ao sul ao longo da costa do mar Vermelho, ameaçando assim os núbios. Em 1272, o rei Davi marchou para o leste e atacou a cidade portuária de Aidabe, localizada numa importante rota de peregrinação a Meca. O exército núbio destruiu a cidade, causando "golpe no coração do Islã". Uma expedição punitiva ao Egito foi enviada em resposta, mas não passou além da segunda catarata. Três anos depois, os macúrios atacaram e arrasaram Assuã, mas Baibars respondeu com exército bem equipado saindo do Cairo no início de 1276, seguido por Mascuda ou Xecanda, o primo de Davi. Os mamelucos derrotaram os núbios em três batalhas em Jebel Ada, Meinarti e finalmente Dongola. Davi fugiu rio acima, no Nilo, posteriormente entrando em Alabuabe, no sul, que anteriormente era a província mais ao norte de Alódia, e que nesse período aparentemente se tornara um reino próprio. O rei de Alabuabe, no entanto, entregou Davi a Baibars, que o executou.
Graças às Cruzadas, a Europa Ocidental tornou-se cada vez mais consciente da existência da Núbia Cristã durante os séculos XII e XIII, até que no início do século XIV havia até propostas para aliar os núbios a outra cruzada contra os mamelucos. Personagens núbios também começam a aparecer nas canções dos cruzados, exibidas primeiro como muçulmanos e, mais tarde, após o século XII e com o crescente conhecimento da Núbia, como cristãos. Contatos entre cruzados e peregrinos ocidentais de um lado e núbios do outro ocorreram em Jerusalém, onde relatos europeus dos séculos XII a XIV atestam a existência de uma comunidade núbia, e também, se não principalmente no Egito, onde muitos núbios viviam e mercadores europeus eram altamente ativos. Quiçá havia uma comunidade núbia em Famagusta, no Chipre, controlada pelos cruzados. Em meados do século XIV o peregrino Niccolò da Poggibonsi alegou que os núbios tinham simpatias pelos latinos e, portanto, o sultão mameluco não permitia que latinos viajassem à Núbia, pois temia que pudessem incitar os núbios à guerra, embora no contemporâneo Livro do Conhecimento foi escrito que os comerciantes genoveses estavam presentes em Dongola. Em Forte Ibrim foi encontrado um texto aparentemente misturando núbio com italiano, bem como uma carta de baralho catalã, e em Banganarti foi registrada inscrição em provençal datada da segunda metade do século XIII/XIV.

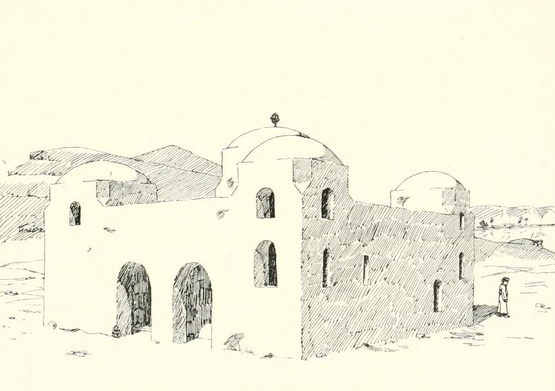
Reconstrução da igreja de Adindã

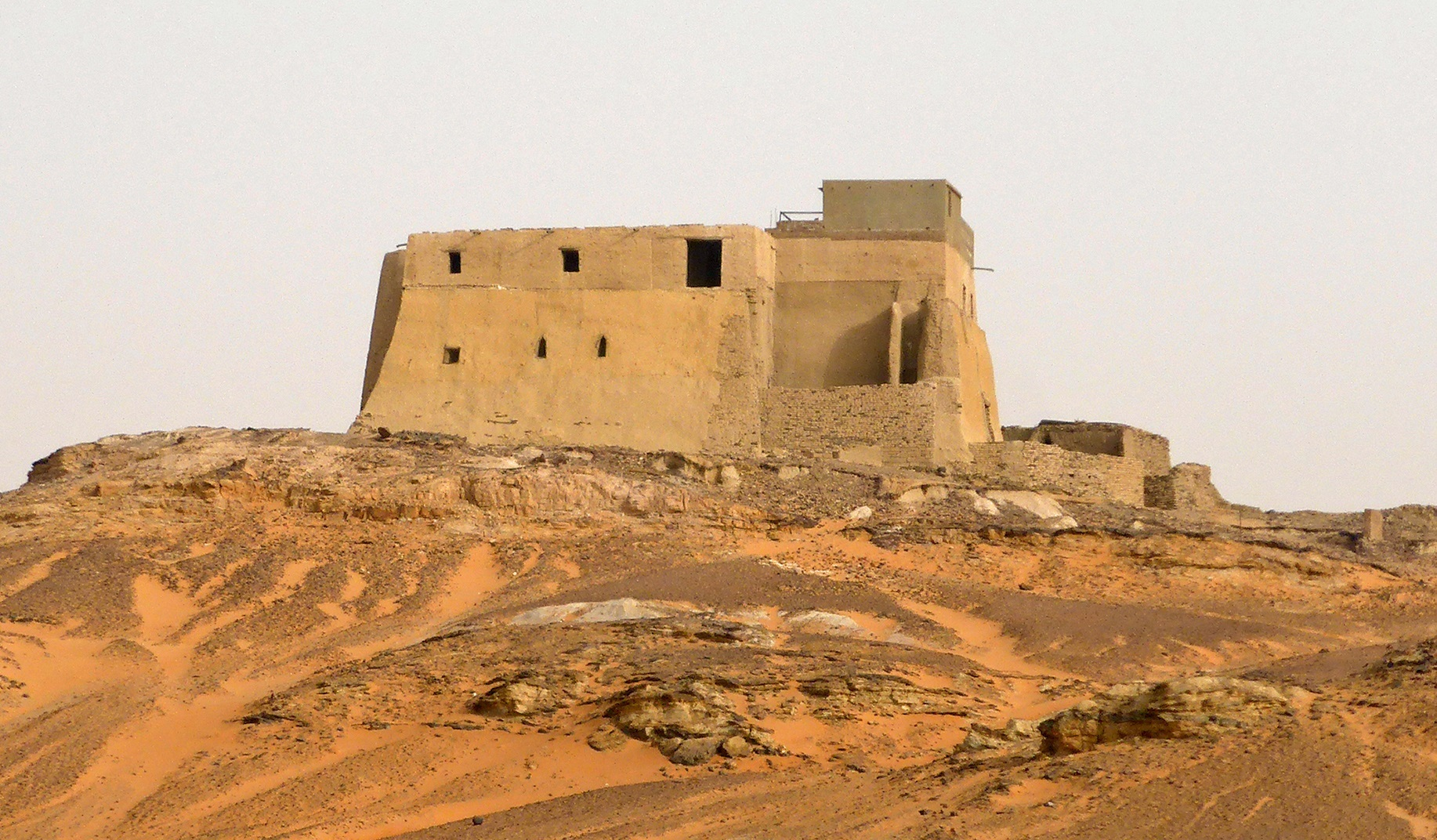
Sala do Trono de Dongola

Após um período de paz, o rei Carambas deixou de pagar esses pagamentos e os mamelucos ocuparam novamente o reino em 1312. Desta vez, um membro muçulmano da dinastia macúria foi colocado no trono. Ceifadim Abedalá Barxambu começou a converter o país ao Islã e em 1317 o salão do trono de Dongola foi transformado numa mesquita. Isso não foi aceito por outros líderes macúrios e a nação entrou em guerra civil e anarquia naquele mesmo ano. Barxambu acabou sendo morto e sucedido por Canze Adaulá. Enquanto governava, sua tribo, os cânzidas, agiram como uma dinastia fantoche dos mamelucos. O já mencionado Carambas tentou tirar o controle de Canze Adaulá em 1323 e então tomou Dongola, mas foi deposto apenas um ano depois. Se retirou para Assuã na espera de outra chance de tomar o trono, que nunca aconteceu.
A ascensão do muçulmano Abedalá Parambu e a transformação do salão do trono numa mesquita foram frequentemente interpretadas como o fim da Macúria cristã. Esta conclusão é errônea, visto que o cristianismo evidentemente continuou vital na Núbia. Embora não se saiba muito sobre as décadas seguintes, parece que houve reis muçulmanos e cristãos. Tanto o viajante ibne Batuta quanto o historiador egípcio Xiabe Alumari afirmam que os reis macúrios coetâneos eram muçulmanos cânzidas, enquanto a população em geral permanecia cristã. Alumari também apontou que Macúria ainda era dependente do sultão mameluco. Por outro lado, observou que o trono macúrio foi tomado em turnos por muçulmanos e cristãos. De fato, um monge etíope que viajou pela Núbia cerca de 1330, Gadla Eustácio, disse que o rei núbio, que afirmou ter conhecido pessoalmente, era cristão. No Livro do Conhecimento de Todos os Reinos, da autoria de um viajante anônimo de meados do século XIV, afirma que o "Reino de Dongola" era habitado por cristãos e que sua bandeira real era uma cruz sobre fundo branco. Evidências epigráficas revelam os nomes de três reis macúrios: Siti e Abedalá Canz Daulá, ambos governando durante a década de 1330, e Paper, que data de meados do século XIV. As atestações do reinado de Siti, todas de natureza núbia, mostram que ainda exercia controle / influência sobre vasto território da Baixa Núbia ao Cordofão, sugerindo que seu reino entrou na segunda metade do século XIV centralizado, poderoso e cristão.
Foi também em meados do século XIV, mais particularmente depois de 1347, quando a Núbia teria sido devastada pela peste. A arqueologia confirma um rápido declínio da civilização núbia cristã desde então. Devido à população em geral bastante pequena, a praga pode ter limpado paisagens inteiras de seus habitantes núbios. Em 1365, ocorreu outra guerra civil curta, mas desastrosa. O rei foi morto em batalha por seu sobrinho rebelde, que se aliou à tribo Banu Jade. O irmão do rei assassinado e sua comitiva fugiram para uma cidade chamada Dau nas fontes árabes, provavelmente idêntica a Ado na Baixa Núbia. O usurpador então matou a nobreza dos Banu Jade, provavelmente porque não podia mais confiar neles, e destruiu e saqueou Dongola, apenas para viajar para Dau e pedir perdão a seu tio depois. Assim, Dongola foi deixada para o Banu Jade e Ado se tornou a nova capital.

### Período terminal (1365 - fim doséculo XV)

Extensão máxima do tardio Reino de Macúria

#### Estado marginal
Tanto o usurpador quanto o herdeiro legítimo, e muito provavelmente até o rei que foi morto durante a usurpação, eram cristãos. Agora residindo em Ado, os reis macúrios continuaram suas tradições cristãs. Governaram sobre um Estado reduzido com uma extensão norte-sul confirmada de cerca de 100 quilômetros, embora possa ter sido maior na realidade. Localizados em uma periferia estrategicamente irrelevante, os mamelucos deixaram o reino em paz. Nas fontes, este reino aparece como Dotauo. Até recentemente, era comumente assumido que Dotauo era, antes da corte macúria mudar sua sede para Ado, apenas um reino vassalo, mas agora é aceito que era apenas a autodesignação em núbio antigo para Macúria.
O último rei conhecido é Joel, que foi citado num documento de 1463 e numa inscrição de 1484. Talvez tenha sido sob o governo de Joel quando o reino testemunhou um último e breve renascimento. Após a morte ou deposição do rei Joel, o reino pode ter entrado em colapso. A catedral de Faras caiu em desuso após o século XV, assim como o Forte Ibrim foi abandonado no final do XV. O palácio de Ado também deixou de ser usado após o XV. Em 1518, há uma última menção a um governante núbio, embora não se saiba onde residia e se era cristão ou muçulmano. Não havia vestígios de um reino cristão independente quando os otomanos ocuparam a Baixa Núbia na década de 1560, enquanto o Sultanato de Senar dominou a Alta Núbia ao sul da terceira catarata.

#### Demais desdobramentos

##### Políticos
No início do século XV, há menção de um rei de Dongola, provavelmente independente da influência dos sultões egípcios. As orações de sexta-feira realizadas em Dongola não os mencionaram também. Esses novos reis de Dongola provavelmente foram confrontados com ondas de migrações árabes e, portanto, eram muito fracos para conquistar o estado fragmentado macúrio da Baixa Núbia. É possível que alguns pequenos reinos que continuaram a cultura núbia cristã se desenvolveram no antigo território macúrio, como por exemplo na ilha de Mograte, ao norte de Abu Hamede. Outro pequeno reino teria sido o Reino de Coca, fundado talvez no século XVII na terra de ninguém entre o Império Otomano no norte e Funje no sul. Sua organização e rituais apresentavam claras semelhanças com os da época cristã. Seus reis, por sua vez, foram cristãos até o século XVIII.

##### Etnográficos e linguísticos

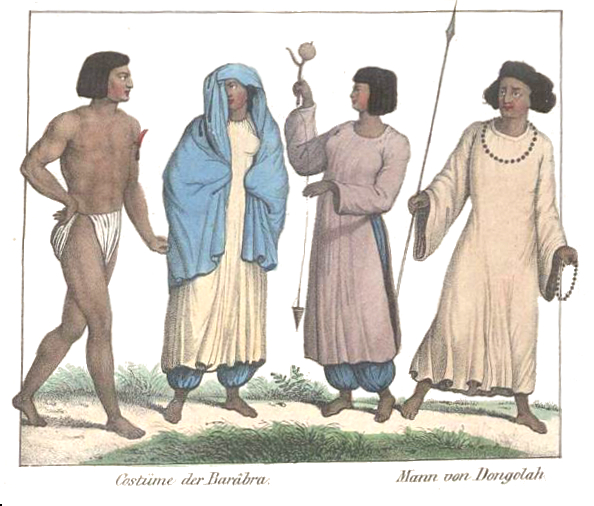
Núbios no início do século XIX

Os núbios a montante do Adaba começaram a assumir uma identidade árabe e língua árabes, posteriormente tornando-se os jaalins, que alegaram serem descendentes de Abas, tio do profeta Maomé. Os jaalins já foram mencionados por David Reubeni, que viajou pela Núbia no início do século XVI. Agora estão divididos em várias subtribos, que são, do Adaba à conjunção do Nilo Azul e Branco: xaiquias, rubatabes, manasires, mirafabes e os "jaalins propriamente ditos". Entre eles, o núbio permaneceu uma língua falada até o século XIX. Ao norte do Adaba desenvolveram três subgrupos núbios: os quenzis, que, antes da conclusão da Barragem de Assuão, viviam entre Assuão e Maarraca; os maasis, que se estabeleceram entre Maarraca e Querma; e os danaglas, os núbios mais ao extremo sul do vale do Nilo. Alguns assumem os danaglas com sendo jaalins, já que os danaglas também afirmam pertencer a essa tribo árabe, mas na verdade ainda falam uma língua núbia, o dongolaui. O Cordofão do Norte, que ainda fazia parte da Macúria na década de 1330, também passou por uma arabização linguística semelhante no vale do Nilo a montante do Adaba. Evidências históricas e linguísticas confirmam que os locais eram predominantemente de língua núbia até o século XIX, com uma língua intimamente relacionada aos dialetos nilo-núbios. Hoje, a língua núbia está em vias de ser substituída pelo árabe. Além disso, os núbios cada vez mais começam a se declarar árabes descendentes de Abas, desconsiderando assim seu passado cristão núbio.

## Cultura
Por muito tempo, a Núbia cristã foi considerado um remanso, principalmente porque seus túmulos eram pequenos e não tinham os bens de épocas anteriores. Os estudiosos modernos percebem que isso se deveu a razões culturais e que os macúrios tinham, na verdade, uma arte e uma cultura ricas e vibrantes.

### Línguas
Quatro línguas foram usadas em Macúria: núbio, copta, grego e árabe. O núbio era representado por dois dialetos, com o nobiim tendo sido falado na província de Nobácia no norte e dongolaui no coração de Macúria, embora no período islâmico nobiim também tenha sido atestado entre os xaiquias no sudeste do braço do Dongola. A corte real empregou nobiim apesar de estar localizada no território dongolaui. Por volta do século VIII, o nobiim foi codificado com base no alfabeto copta, mas não foi até o século XI que o nobiim se estabeleceu como linguagem de documentos administrativos, econômicos e religiosos. A ascensão do nobiim coincidiu com o declínio da língua copta tanto em Macúria quanto no Egito. Foi sugerido que antes do surgimento do nobiim como língua literária, o copta servia como língua administrativa oficial, mas isso parece duvidoso; restos literários coptas estão virtualmente ausentes no coração de Macúria. Em Nobácia, no entanto, o copta era bastante difundido, provavelmente até servindo como língua franca. O copta também serviu como língua de comunicação com o Egito e a Igreja Copta. Refugiados coptas escapando da perseguição islâmica estabeleceram-se em Macúria, enquanto padres e bispos núbios teriam estudado em mosteiros egípcios. O grego, a terceira língua, era de grande prestígio e usado no contexto religioso, mas não parece ter sido realmente falado, o que o torna uma língua morta (semelhante ao latim na Europa medieval). Por último, o árabe foi usado desde os séculos XI e XII, substituindo o copta como língua de comércio e correspondências diplomáticas com o Egito. Além disso, os comerciantes e colonos árabes estavam presentes no norte da Núbia, embora a língua falada por estes pareça ter mudado gradualmente do árabe para o núbio.

### Artes

#### Murais
Em 2019, cerca de 650 murais distribuídos em 25 sítios foram registrados, com mais pinturas ainda aguardando publicação. Uma das descobertas mais importantes do trabalho apressado antes da inundação da Baixa Núbia foi a Catedral de Faras. Este grande edifício foi completamente preenchido com areia preservando uma série de pinturas. Pinturas semelhantes, mas menos bem preservadas, foram encontradas em vários outros locais da Macúria, incluindo palácios e casas particulares, dando uma impressão geral da arte local. O estilo e o conteúdo foram fortemente influenciados pela arte bizantina, e também mostraram influência da arte copta egípcia e da Palestina.

#### Cerâmica
A cerâmica núbia neste período também é notável. Shinnie refere-se a ela como a "tradição de cerâmica indígena mais rica do continente africano". Os estudiosos dividem a cerâmica em três eras. O período inicial, de 550 a 650 de acordo com Adams, ou a 750 de acordo com Shinnie, viu cerâmica bastante simples semelhante à do final do Império Romano. Também viu grande parte da cerâmica núbia importada do Egito, em vez de produzida internamente. Adams sente que esse comércio terminou com a invasão de 652; Shinnie liga-o ao colapso do domínio omíada em 750. Depois disso, a produção doméstica aumentou, com uma grande unidade de produção em Faras. Nesta época média, que durou até cerca de 1100, a cerâmica era pintada com cenas florais e zoomórficas e apresentava distintas influências omíadas e até sassânidas.

### Papel das mulheres
A sociedade cristã núbia era matrilinear e as mulheres desfrutavam de uma alta posição social. A sucessão matrilinear deu à rainha-mãe e à irmã do atual rei como futura rainha-mãe grande relevância política. Essa importância é atestada pelo fato de que constantemente aparece em documentos legais. Outro título político feminino era asta ("filha"), talvez algum tipo de representante provincial. As mulheres tinham acesso à educação e há evidências de que, como no Egito bizantino, existiam escribas femininas. A posse privada da terra era aberta a homens e mulheres, o que significava que ambos podiam possuir, comprar e vender terras. Transferências de terra de mãe para filha eram comuns. Também podiam ser patronas de igrejas e pinturas de parede. Inscrições da catedral de Faras indicam que a cada duas pinturas de parede havia uma patrocinadora feminina.

### Higiene
Latrinas eram uma visão comum em edifícios domésticos núbios. Em Dongola, todas as casas tinham banheiros de cerâmica. Algumas casas em Cerra Mato (Serra Leste) apresentavam latrinas com vasos sanitários de cerâmica, que estavam ligados a uma pequena câmara com uma janela para o exterior forrada de pedra e uma chaminé de ventilação de tijolos. Pedaços de barro bicônicos serviam como o equivalente ao papel higiênico. Uma casa em Dongola tinha um banheiro abobadado, alimentado por um sistema de canos ligados a um tanque de água. Uma fornalha aquecia tanto a água quanto o ar, que circulava no banheiro ricamente decorado através de chaminés nas paredes. Pensa-se que o complexo monástico de Hambucol tinha uma sala que servia como banho de vapor. O mosteiro de Gazali em Uádi Abu Dom também pode ter vários banheiros.

## Governo

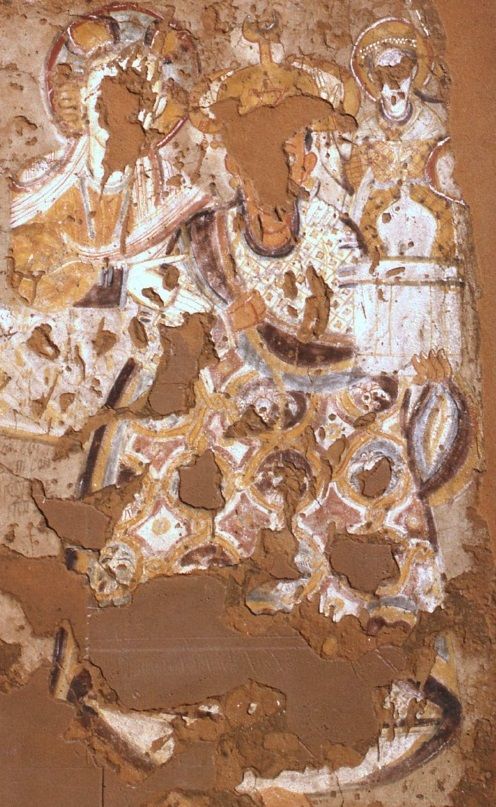
Eparca de Nobácia

Macúria era uma monarquia governada por um rei centrado em Dongola. O rei também era considerado sacerdote e podia realizar missas. Como a sucessão foi decidida não é clara. Os primeiros escritores indicam que era de pai para filho. Após o século XI, no entanto, parece claro que Macúria estava usando o sistema de filho de tio para irmã, favorecido por milênios em Cuxe. Shinnie especula que a forma posterior pode realmente ter sido usada por toda parte, e que os primeiros escritores árabes meramente entenderam mal a situação e descreveram incorretamente a sucessão macúria como semelhante ao que estavam acostumados. Uma fonte copta de meados do século VIII refere-se ao rei Ciríaco como "rei abissínio ortodoxo da Macúria", bem como "rei grego", com "abissínio" provavelmente refletindo a igreja copta miafisista e "grego" a ortodoxa bizantina. Em 1186, o rei Moisés Jorge chamou a si mesmo de "rei de Alódia, Macúria, Nobádia, Dalmácia[g] e Axioma".
Pouco se sabe sobre o governo abaixo do rei. Uma grande variedade de funcionários, geralmente usando títulos bizantinos, é mencionada, mas seus papéis nunca são explicados. Uma figura bem conhecida, graças aos documentos encontrados em Forte Ibrim, é o eparca de Nobácia, que parece ter sido o vice-rei daquela região depois da anexada a Macúria. Os registros do eparca deixam claro que também era responsável pelo comércio e diplomacia com os egípcios. Os primeiros registros fazem parecer que o eparca foi nomeado pelo rei, mas os posteriores indicam que a posição se tornou hereditária. Os bispos também podem ter desempenhado algum papel no governo do Estado. Ibne Selim de Assuã observou que antes que o rei respondesse à sua missão, se reuniu com um conselho de bispos. Ibne Selim descreveu um Estado altamente centralizado, mas outros escritores afirmam que Macúria era uma federação de treze reinos presidido pelo grande rei em Dongola. Não está claro qual era a realidade, mas o Reino de Dotauo, mencionado com destaque nos documentos de Forte Ibrim, pode ser um desses sub-reinos.

## Religião

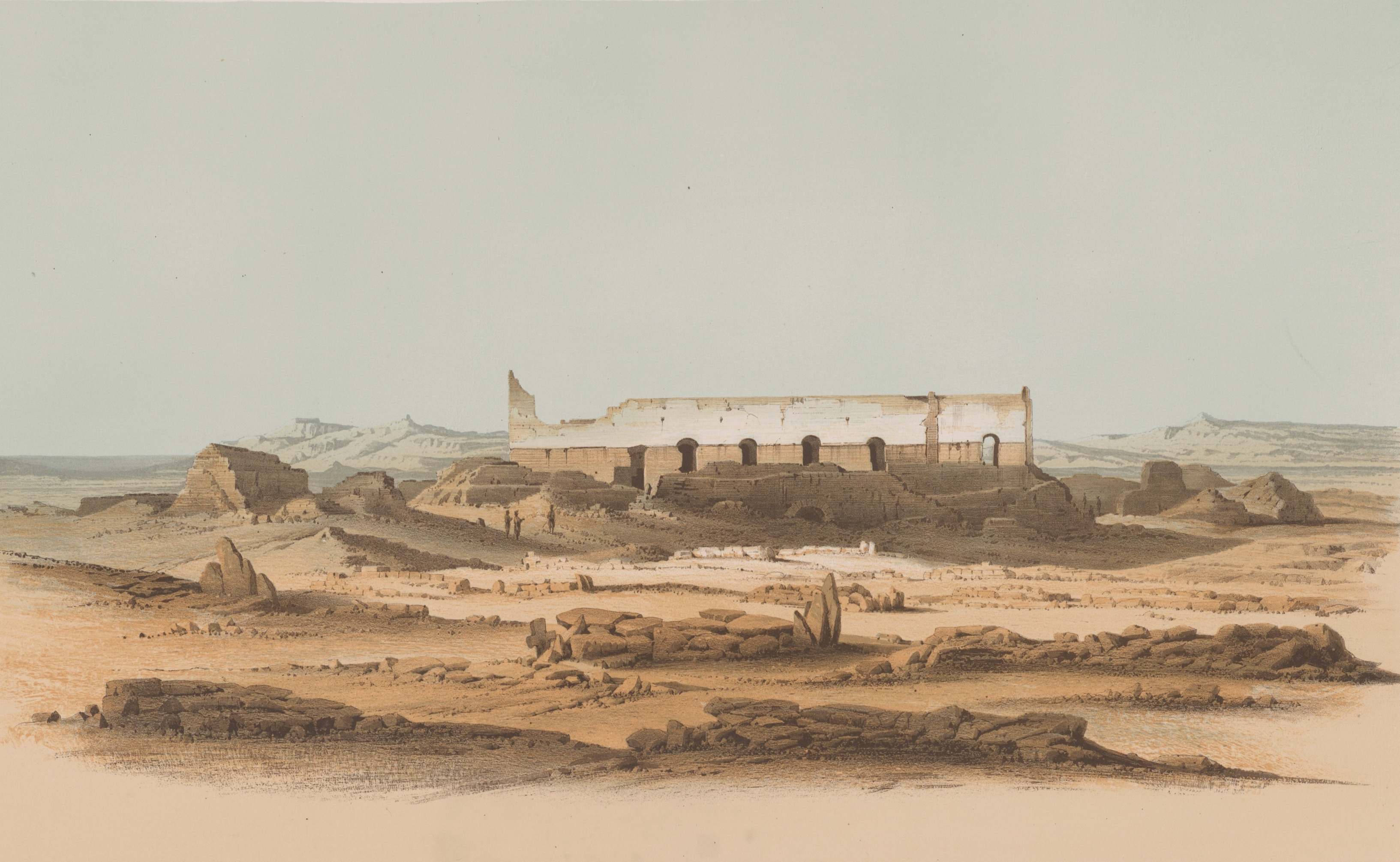
Os restos do mosteiro de Gazali em uma pintura de meados do século XIX por Karl Richard Lepsius

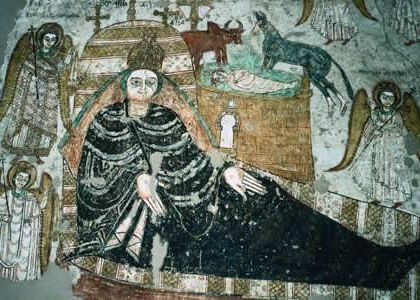
Pintura de Faras descrevendo o nascimento de Jesus

### Paganismo
Uma das questões mais debatidas entre os estudiosos é sobre a religião de Macúria. Até o século V, a antiga fé de Meroé parece ter permanecido forte, mesmo enquanto a antiga religião egípcia, sua contraparte no Egito, desapareceu. No século V, os núbios chegaram ao ponto de lançar uma invasão do Egito quando os cristãos tentaram transformar alguns dos principais templos em igrejas.

### Cristianismo
Certa conversão veio com uma série de missões do século VI. O Império Bizantino despachou um grupo oficial para tentar converter os reinos ao cristianismo calcedônio, mas a imperatriz Teodora (r. 527–543) supostamente conspirou para atrasar o grupo para permitir que um grupo de miafisistas chegasse primeiro. João de Éfeso relata que os monofisistas converteram com sucesso os reinos de Nobácia e Alódia, mas que Macúria permaneceu hostil. João de Biclaro afirma que Macúria então abraçou o rival cristianismo bizantino. Evidências arqueológicas parecem apontar para uma rápida conversão provocada pela adoção oficial da nova fé. Tradições milenares, como a construção de túmulos elaborados e o enterro de bens funerários caros com os mortos, foram abandonadas, e os templos em toda a região parecem ter sido convertidos em igrejas. Igrejas eventualmente foram construídas em praticamente todas as cidades e vilas.

#### Estrutura da Igreja
A igreja macúria foi dividida em sete bispados: Calabexa, Cupta, Forte Ibrim, Faras, Sai, Dongola e Suencur. Ao contrário da Etiópia, parece que nenhuma igreja nacional foi estabelecida e todos os sete bispos reportaram diretamente ao patriarca Copta de Alexandria. Os bispos foram nomeados pelo Patriarca, não pelo rei, embora pareçam ter sido em grande parte núbios locais ao invés de egípcios.

#### Monasticismo
Ao contrário do Egito, não há muita evidência de monasticismo na Macúria. De acordo com Adams, existem apenas três sítios arqueológicos que são certamente monásticos. Todos os três são bastante pequenos e bastante coptas, levando à possibilidade de que foram criados por refugiados egípcios em vez de macúrios indígenas. Desde o século X/XI, os núbios tinham seu próprio mosteiro no vale egípcio de Uádi Natrum.

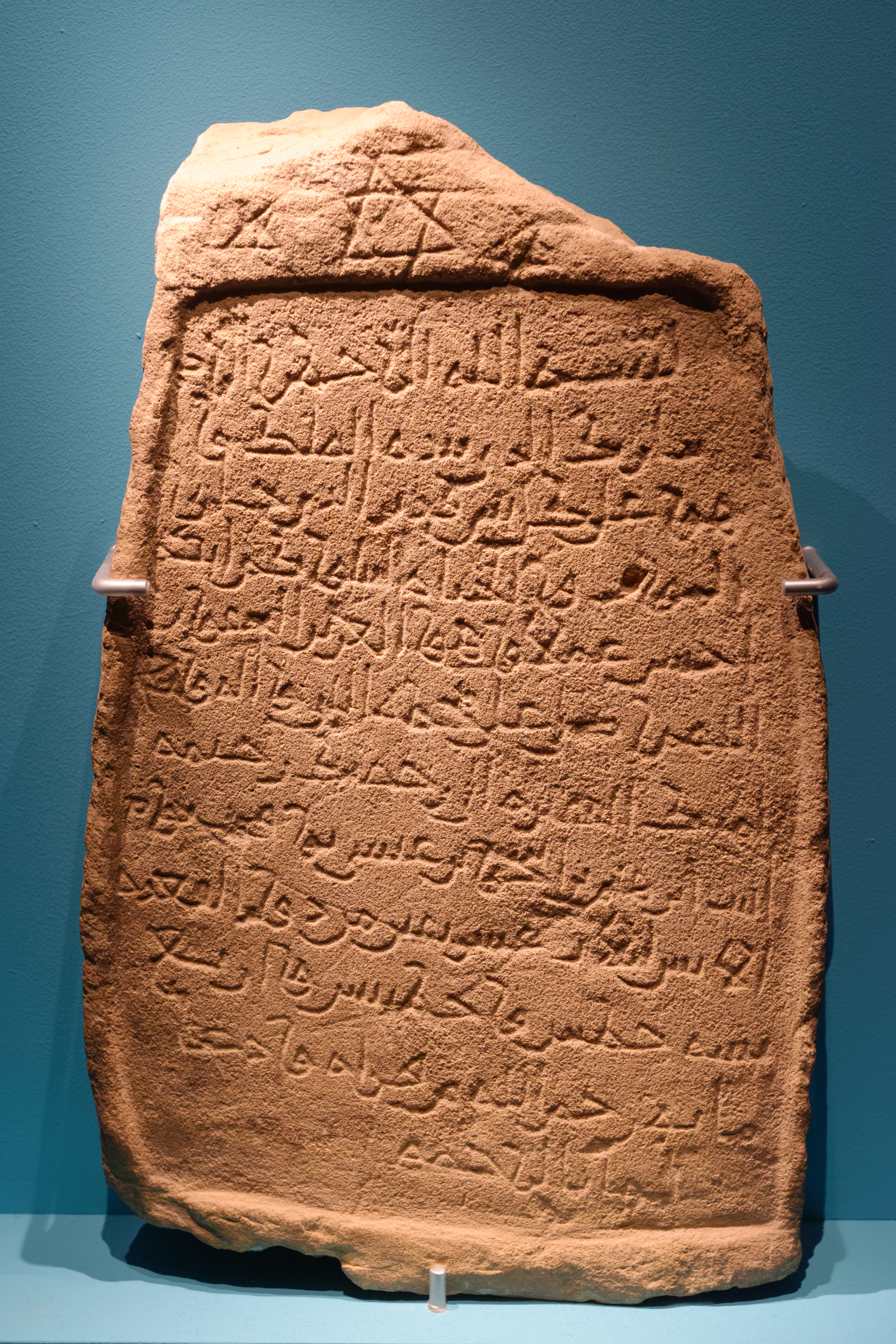
Lápide muçulmana de Meinarti (século XI)

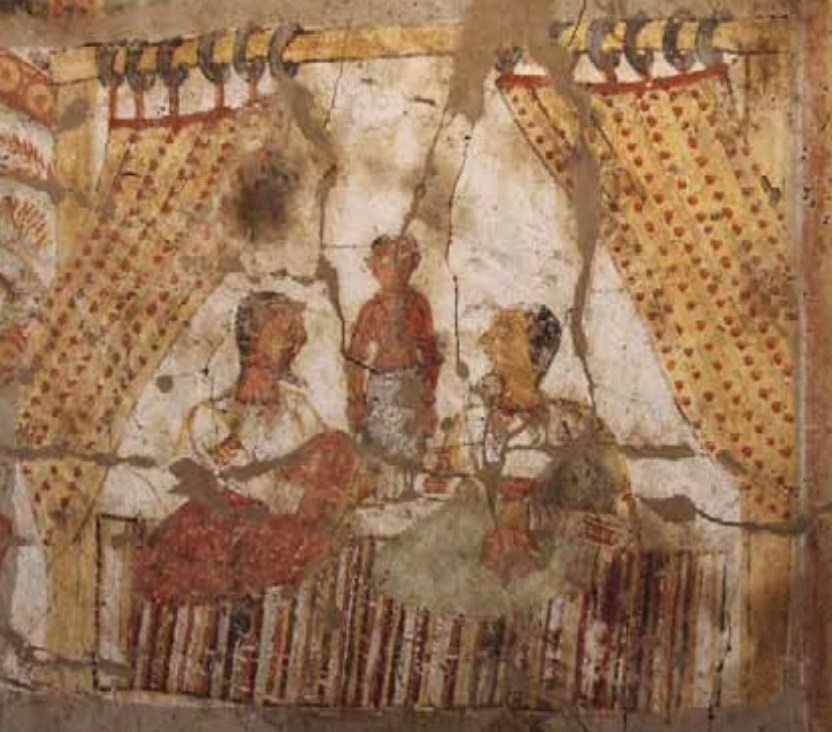
Cena de transação financeira em Dongola (século XII)

#### Islão
O Bacte garantiu a segurança dos muçulmanos que viajavam na Macúria, mas proibiu o seu estabelecimento no reino. Este último ponto, no entanto, não foi mantido: migrantes muçulmanos, provavelmente comerciantes e artesãos, confirma-se que se estabeleceram na Baixa Núbia a partir do século IX e se casaram com os locais, lançando assim as bases para uma pequena população muçulmana até o sul de Batene Elhajar. Documentos árabes de Forte Ibrim confirmam que esses muçulmanos tinham seu próprio judiciário comunal, mas ainda consideravam o eparca de Nobácia como seu suserano. Parece provável que tivessem mesquitas, mas nenhuma foi identificada arqueologicamente, com uma possível exceção em Jebel Ada.
Em Dongola, não havia grande número de muçulmanos até o final do século XIII. Antes dessa data, os residentes muçulmanos limitavam-se a comerciantes e diplomatas. No final do século X, quando ibne Selim chegou a Dongola, apesar de ser exigido no Bacte, ainda não havia mesquita; ele e cerca de 60 outros muçulmanos tiveram que rezar fora da cidade. Não é até 1317, com a conversão do salão do trono por Abedalá Barxambu, que uma mesquita é firmemente atestada. Enquanto o jizia, o principal imposto imposto obrigatório aos não-muçulmanos, foi estabelecido após a invasão mameluca de 1276 e Macúria foi periodicamente governada por reis muçulmanos desde Abedalá Barxambu, a maioria dos núbios permaneceu cristã. A verdadeira islamização da Núbia começou no final do século XIV, com a chegada do primeiro de uma série de professores muçulmanos propagando o Islã.

## Economia
A principal atividade econômica em Macúria era a agricultura, com os agricultores cultivando várias colheitas por ano de cevada, milhete e tâmaras. Os métodos usados eram geralmente os mesmos que haviam sido usados por milênios. Pequenas parcelas de terra bem irrigada foram alinhadas ao longo das margens do Nilo, que seriam fertilizadas pelas cheias anuais do rio. Um importante avanço tecnológico foi a saquia, uma roda d'água movida a bois, que foi introduzida no período romano e ajudou a aumentar os rendimentos e a densidade populacional. Indústrias importantes incluíam a produção de cerâmica, com base em Faras, e tecelagem com base em Dongola. As indústrias locais menores incluem couro, metalurgia e a produção generalizada de cestas, esteiras e sandálias de fibra de palmeira. Também importante foi o ouro extraído nas colinas do mar Vermelho, a leste de Macúria. O gado era de grande importância econômica. Talvez sua criação e comercialização fossem controladas pela administração central. Um grande conjunto de ossos de gado do século XIII de Velha Dongola tem sido associado a um massacre em massa pelos invasores mamelucos, que tentaram enfraquecer a economia macúria. O comércio macúrio era em grande parte por escambo, pois o Estado nunca adotou uma moeda. No norte, no entanto, as moedas egípcias eram comuns.